# Station Luik-Carré
Station Luik-Carré (Frans: Liège-Carré) is een spoorweghalte langs spoorlijn 34 (Hasselt - Tongeren - Luik) in de Waalse stad Luik. Tot en met zondag 2 september 2018 heette het station Luik-Jonfosse (Frans: Liège-Jonfosse).
Op maandag 3 september 2018 werd het station hernoemd in Luik-Carré, vernoemd naar de wijk Le Carré waarin het station ligt, dat voor niet-Luikenaars bekender zou zijn. De nieuwe naam is gekoppeld aan de hernoeming van station Luik-Paleis in Luik-Sint-Lambertus. De nieuwe naam volgde na de renovatie van het station en de perrons. Sindsdien behoort het tot de integraal toegankelijke stations voor personen met een beperking.
Van 1931 tot 1989 was in het voormalige stationsgebouw het Rijksarchief te Luik gehuisvest. Van november 1996 tot september 2008 stond het gebouw als Soundstation bekend: er waren een concertzaal, een studio, een café en een restaurant in ondergebracht. Na een renovatie in 2016 is het nu in gebruik als studentenresidentie, onder de naam Studentstation.
Direct na het station begint in het zuidwesten de tunnel van Saint-Gilles en in het noordoosten de tunnel van Saint-Martin.

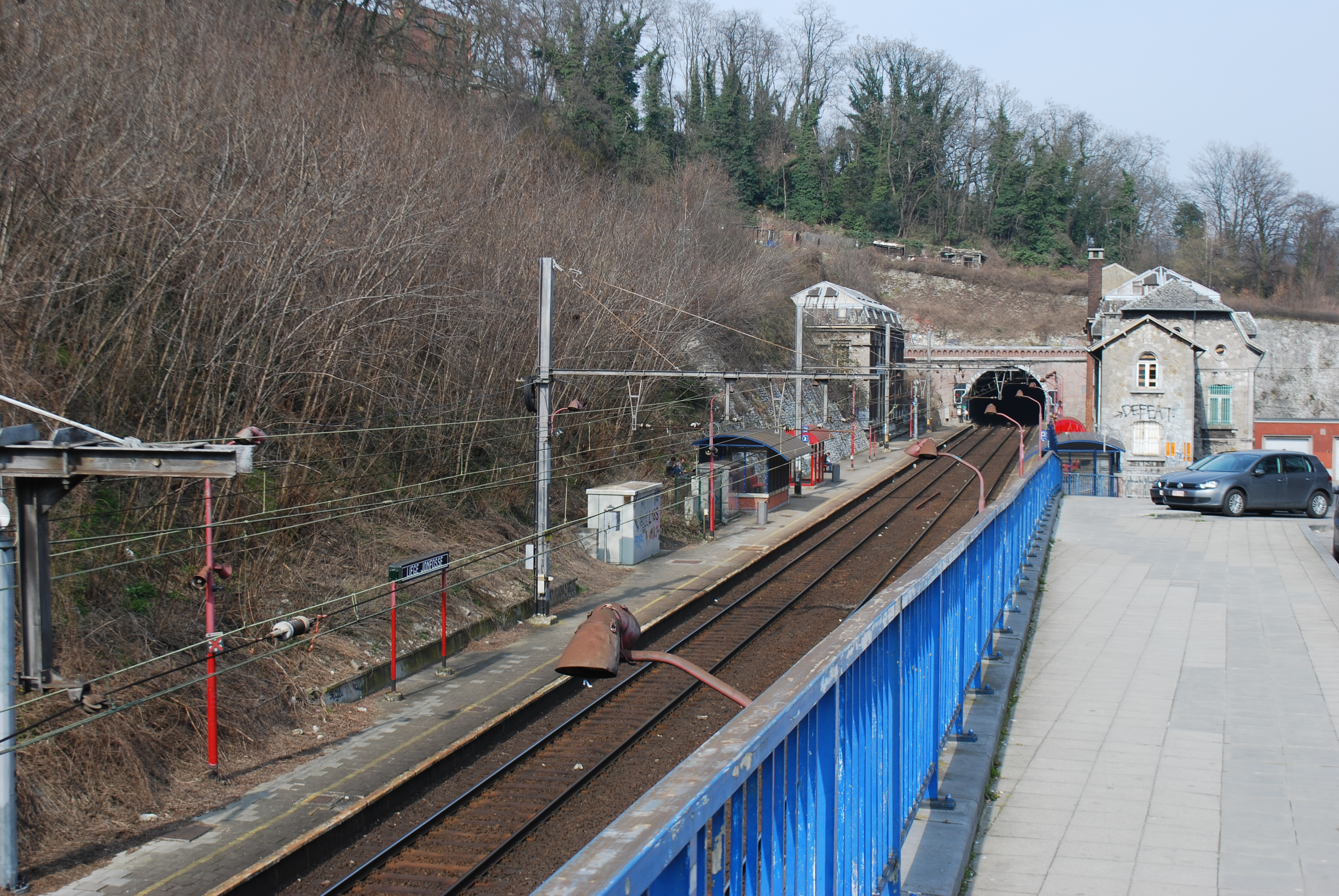
Zicht op de sporen en tunnel van Saint-Martin
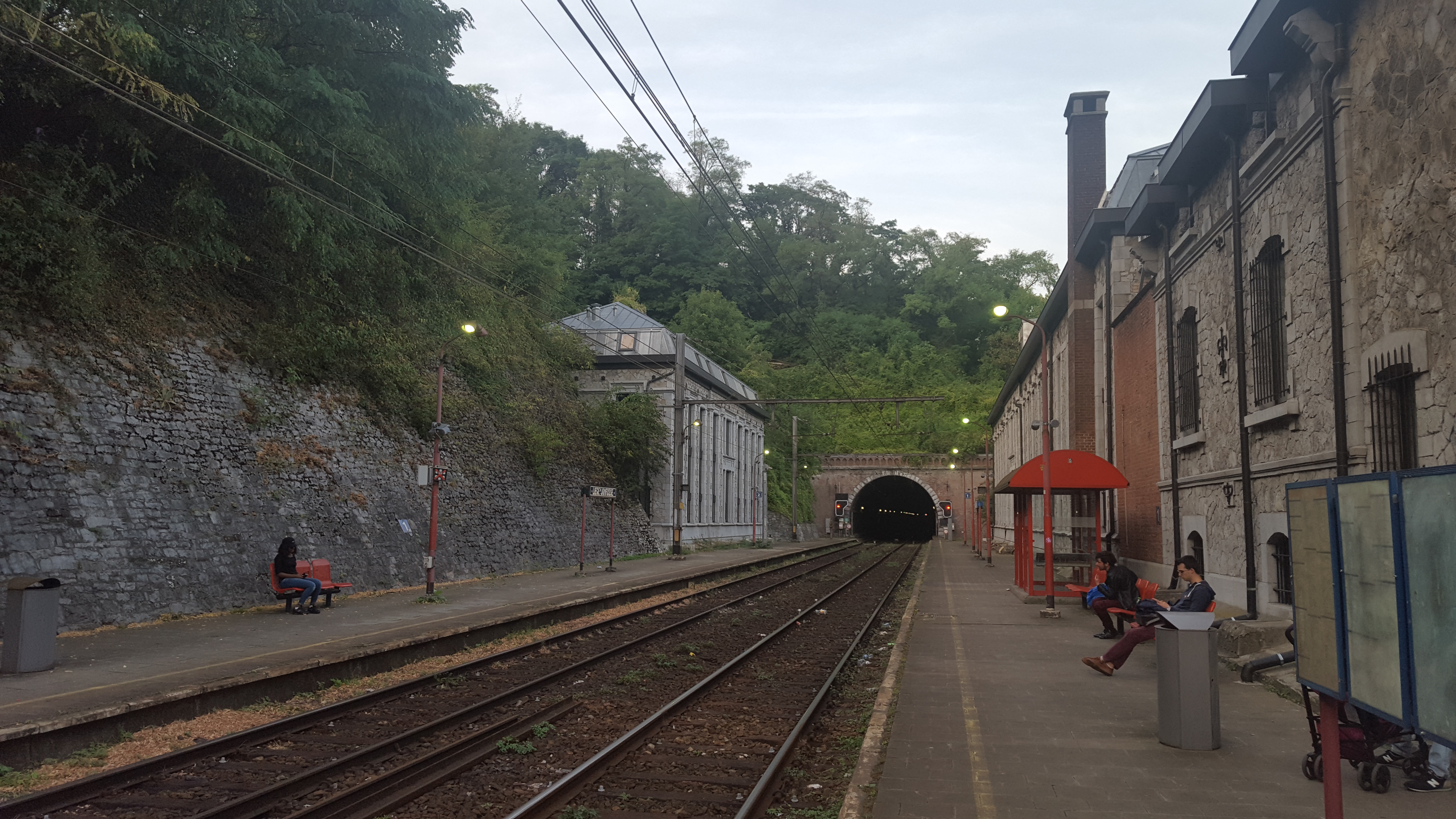
Station gezien in noordoostelijke richting, tunnel van Saint-Martin
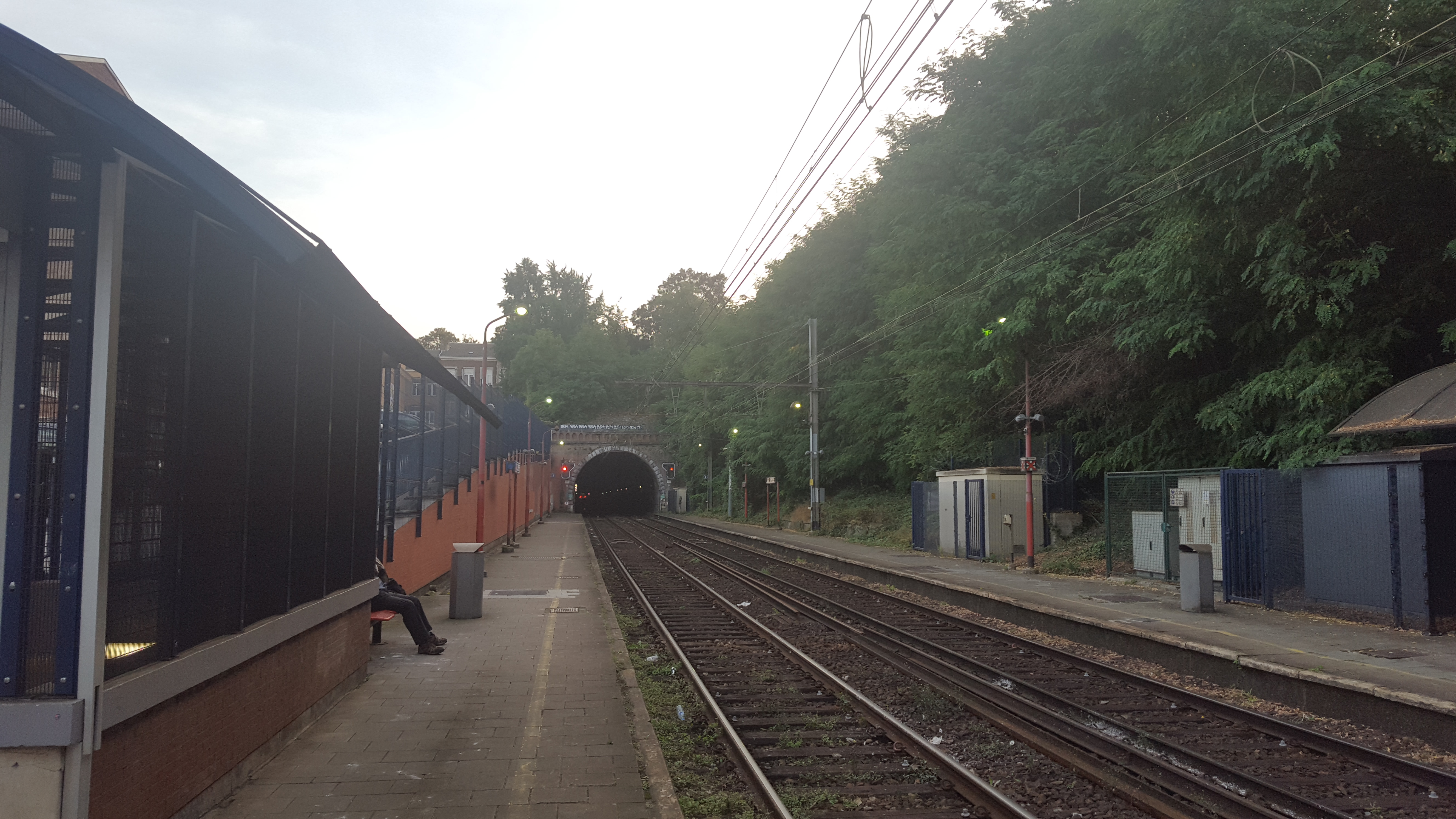
Station gezien in zuidwestelijke richting, tunnel van Saint-Gilles

## Spoorindeling
| Spoor | Spoorlijn | Richting                                    |
| ----- | --------- | ------------------------------------------- |
| 1     | L 34      | Richting Luik-Guillemins, Verviers-Centraal |
| 2     | L 34      | Richting Antwerpen-Centraal, Liers          |

## Treindienst
| Serie       | Treinsoort             | Route | Bijzonderheden                                                                                                  |
| ----------- | ---------------------- | --- | --- |
| IC 09       | Intercity (NMBS)       | Antwerpen-Centraal – Aarschot – [ Leuven – ] Hasselt – Luik-Carré – Luik-Guillemins                                                | Rijdt in het weekend Antwerpen-Centraal - Luik-Guillemins.                                                      |
| IC 18       | Intercity (NMBS)       | [ Doornik – Aat – ] Brussel-Zuid – Namen – Luik-Guillemins – Luik-Carré – Luik-Sint-Lambertus                                      | Rijdt alleen op werkdagen. Rijdt in de spits verder naar Doornik.                                               |
| IC 25       | Intercity (NMBS)       | Moeskroen – Doornik – Bergen – Charleroi-Centraal – Namen – Luik-Guillemins – Luik-Carré – Herstal – Liers                         | Rijdt in het weekend tussen Moeskroen en Liers.                                                                 |
| IC 33       | Intercity (NMBS / CFL) | Liers – Luik-Carré – Luik-Guillemins – Gouvy – Luxemburg                                                                           | Rijdt in het weekend 1×/2u. tussen Liers - Luxemburg.                                                           |
| L 5550      | L-trein (NMBS)         | Liers – Luik-Carré – Luik-Guillemins – Rivage – Marloie                                                                            | |
| S 41 RE 29  | S-trein Luik (NMBS)    | Luik-Sint-Lambertus – Luik-Carré – Luik-Guillemins – Angleur – Verviers-Centraal – Welkenraedt – Aachen Hbf                        | euregioAIXpress In België als S                                                                                 |
| S 42        | S-trein Luik (NMBS)    | Liers – Luik-Carré – Luik-Guillemins – Flémalle-Haute                                                                              | |
| S 43 5300   | S-trein Luik (NMBS)    | Maastricht – Wezet – Luik-Guillemins – Luik-Carré – Tongeren – Diepenbeek – Hasselt                                                | Rijdt in het weekend niet tussen Luik-Guillemins en Hasselt.                                                    |
| P 7480/8480 | Piekuurtrein (NMBS)    | [ Hoei – Namen ] / [ Herstal – Luik-Sint-Lambertus – Luik-Carré – Luik-Guillemins – [ Rivage – Gouvy ] / [ Statte ] ]              | Rijdt alleen op werkdagen. Een trein vanuit Herstal naar Gouvy. Twee treinen per richting tussen Hoei en Namen. |
| P 7670/8670 | Piekuurtrein (NMBS)    | [ Namen – Sart-Bernard ] / [ Rochefort-Jemelle – [ Libramont ] / [ Rivage – Luik-Guillemins – Luik-Carré – Luik-Sint-Lambertus ] ] | Rijdt alleen op werkdagen.                                                                                      |
| ICT 6945    | Toeristentrein (NMBS)  | Liers – Luik-Carré – Luik-Guillemins – Rivage – Marloie                                                                            | Rijdt in juli en augustus.                                                                                      |

## Reizigerstellingen
De grafiek en tabel geven het gemiddeld aantal instappende reizigers weer op een week-, zater- en zondag.
| Tabel: aantal instappende reizigers station Liège-Carré | Tabel: aantal instappende reizigers station Liège-Carré | Tabel: aantal instappende reizigers station Liège-Carré | Tabel: aantal instappende reizigers station Liège-Carré |
|                                                         | Weekdag                                                 | Zaterdag                                                | Zondag                                                  |
| ------------------------------------------------------- | ------------------------------------------------------- | ------------------------------------------------------- | ------------------------------------------------------- |
| 1977                                                    | 592                                                     | 49                                                      | 4                                                       |
| 1978                                                    | 699                                                     | 58                                                      | 24                                                      |
| 1979                                                    | 773                                                     | 41                                                      | 24                                                      |
| 1980                                                    | 632                                                     | 45                                                      | 15                                                      |
| 1981                                                    | 735                                                     | 36                                                      | 36                                                      |
| 1982                                                    | 745                                                     | 53                                                      | 25                                                      |
| 1983                                                    | 867                                                     | 43                                                      | 31                                                      |
| 1984                                                    | 749                                                     | 70                                                      | 45                                                      |
| 1985                                                    | 757                                                     | 67                                                      | 73                                                      |
| 1986                                                    | 804                                                     | 81                                                      | 78                                                      |
| 1987                                                    | 789                                                     | 83                                                      | 66                                                      |
| 1988                                                    | 729                                                     | 99                                                      | 73                                                      |
| 1989                                                    | 732                                                     | 74                                                      | 82                                                      |
| 1990                                                    | 602                                                     | 87                                                      | 72                                                      |
| 1991                                                    | 830                                                     | 119                                                     | 84                                                      |
| 1992                                                    | 915                                                     | 125                                                     | 105                                                     |
| 1993                                                    | 950                                                     | 169                                                     | 211                                                     |
| 1994                                                    | 1 027                                                   | 174                                                     | 121                                                     |
| 1995                                                    | 1 003                                                   | 202                                                     | 95                                                      |
| 1996                                                    | 1 188                                                   | 198                                                     | 122                                                     |
| 1997                                                    | 1 114                                                   | 207                                                     | 123                                                     |
| 1998                                                    | 1 546                                                   | 268                                                     | 142                                                     |
| 1999                                                    | 1 120                                                   | 194                                                     | 123                                                     |
| 2000                                                    | 1 672                                                   | 475                                                     | 200                                                     |
| 2001                                                    | 1 074                                                   | 186                                                     | 156                                                     |
| 2002                                                    | 1 152                                                   | 213                                                     | 134                                                     |
| 2003                                                    | 1 089                                                   | 252                                                     | 142                                                     |
| 2004                                                    | 1 095                                                   | 270                                                     | 209                                                     |
| 2005                                                    | 1 238                                                   | 244                                                     | 132                                                     |
| 2006                                                    | 1 156                                                   | 228                                                     | 162                                                     |
| 2007                                                    | 1 415                                                   | 380                                                     | 242                                                     |
| 2008                                                    | -                                                       | -                                                       | -                                                       |
| 2009                                                    | 1 549                                                   | 456                                                     | 245                                                     |
| 2010                                                    | -                                                       | -                                                       | -                                                       |
| 2011                                                    | -                                                       | -                                                       | -                                                       |
| 2012                                                    | 1 603                                                   | 384                                                     | 310                                                     |
| 2013                                                    | 1 683                                                   | 404                                                     | 312                                                     |
| 2014                                                    | 1 768                                                   | 541                                                     | 293                                                     |
| 2015                                                    | 1 324                                                   | 436                                                     | 330                                                     |
| 2016                                                    | 1 434                                                   | 542                                                     | 446                                                     |
| 2017                                                    | 1 390                                                   | 429                                                     | 368                                                     |
| 2018                                                    | 1 579                                                   | 560                                                     | 351                                                     |
| 2019                                                    | 1 371                                                   | 511                                                     | 349                                                     |
| 2020                                                    | 957                                                     | 439                                                     | 340                                                     |
| 2021                                                    | -                                                       | -                                                       | -                                                       |
| 2022                                                    | 1 413                                                   | 496                                                     | 362                                                     |
| 2023                                                    | 1 911                                                   | 516                                                     | 359                                                     |
| 2024                                                    | 1 938                                                   | 572                                                     | 502                                                     |

Angleur · Bressoux · Chênée · Colonster · Jolivet · Jupille · Kinkempois · Luik-Carré · Luik-Cornillon · Luik-Guillemins · Luik-Haut-Pré · Luik-Longdoz · Luik-Sint-Lambertus · Luik-Vennes · Luik-Vivegnis · Sclessin · Streupas · Val-Benoît
0,0: Hasselt ·
3,7: Godsheide ·
7,2: Diepenbeek ·
15,0: Beverst ·
17,2: Bilzen ·
19,3: Hoeselt ·
22,1: Alt-Hoeselt ·
24,4: 's Herenelderen ·
27,7: Tongeren ·
31,5: Nerem ·
32,0: Vreren-Nerem ·
33,1: Glaaien ·
37,7: Villers-Juprelle ·
40,3: Liers ·
42,9: Milmort ·
43,9: Milmort-Charbonnage ·
45,4: La Préalle ·
46,2: Rue Charlemagne ·
48,0: Herstal ·
49,4: Jolivet ·
50,6: Luik-Vivegnis ·
51,6: Luik-Sint-Lambertus ·
53,0: Luik-Carré ·
54,8: Luik-Guillemins